# The Square (film)
 For alternative betydninger, se The Square. (Se også artikler, som begynder med The Square)
The Square (originaltitel Rutan) er en svensk dramafilm fra 2017 instrueret af Ruben Östlund med Claes Bang, Elisabeth Moss, Dominic West og Terry Notary i hovedrollerne. Filmen udspiller sig i kunstverdenen og kredser omkring en kunstinstallation i Stockholm om temaet "tillid". 
Filmen havde premiere i hovedkonkurrencen ved Filmfestivalen i Cannes 2017, hvor den vandt Guldpalmen.